# Dufourea torchioi
Dufourea torchioi är en biart som beskrevs av Richard Mitchell Bohart 1980. Dufourea torchioi ingår i släktet solbin, och familjen vägbin. Inga underarter finns listade i Catalogue of Life.